# Consorzio per la Tutela del Credito
Il Consorzio per la Tutela del Credito (conosciuto anche come CTC) è un consorzio che riunisce 32 istituti di credito italiani.
È gestore dell'omonimo sistema di informazioni creditizie.

## Storia
Il CTC viene fondato nel 1990 da sei società attive nel mercato del credito al consumo per organizzare e gestire un archivio in cui far confluire tutti gli inadempimenti ai contratti di finanziamento erogati dai consorziati.
In poche parole, la banca dati Ctc contiene tutti i dati negativi relativi ad un finanziamento: allo scadere della quarta rata non pagata o del 120º giorno di ritardo nei pagamenti, il nominativo del soggetto inadempiente è inserito nel circuito del Consorzio, tramite le cosiddette segnalazioni, ad opera dell'istituto emittente.
Solamente a partire dal 2015, nel SIC di CTC sono stati inclusi anche i dati positivi, ovvero i finanziamenti in corso senza incidenti, quelli rifiutati o quelli a cui il cliente ha rinunciato. La segnalazione in CTC, adesso, può avvenire già a partire dalla seconda mensilità insoluta.

## Differenze con gli altri Sic
A differenza di CRIF, CTC è un organo senza scopo di lucro, per cui le informazioni del SIC sono messe a disposizione dei consorziati in forma gratuita. I costi sostenuti per le attività sono già inclusi nella quota di sottoscrizione versata dagli iscritti. Inoltre, i dati di Ctc sono visibili solamente ai membri e solamente questi ultimi possono effettuare le segnalazioni per comportamenti regolari o ritardi nei pagamenti.
I tempi di conservazione sono gli stessi di CRIF, dettati dalla normativa italiana in tema di protezione dei dati personali.
Infine, con CTC i consumatori possono accedere all'archivio in maniera gratuita, previa richiesta formale.

## Fonti
- (PDF) abieventi.it
- Financial Privacy: An International Comparison of Credit Reporting Systems, Nicola Jentzsch, Springer, 2006